# Yacob Jarso

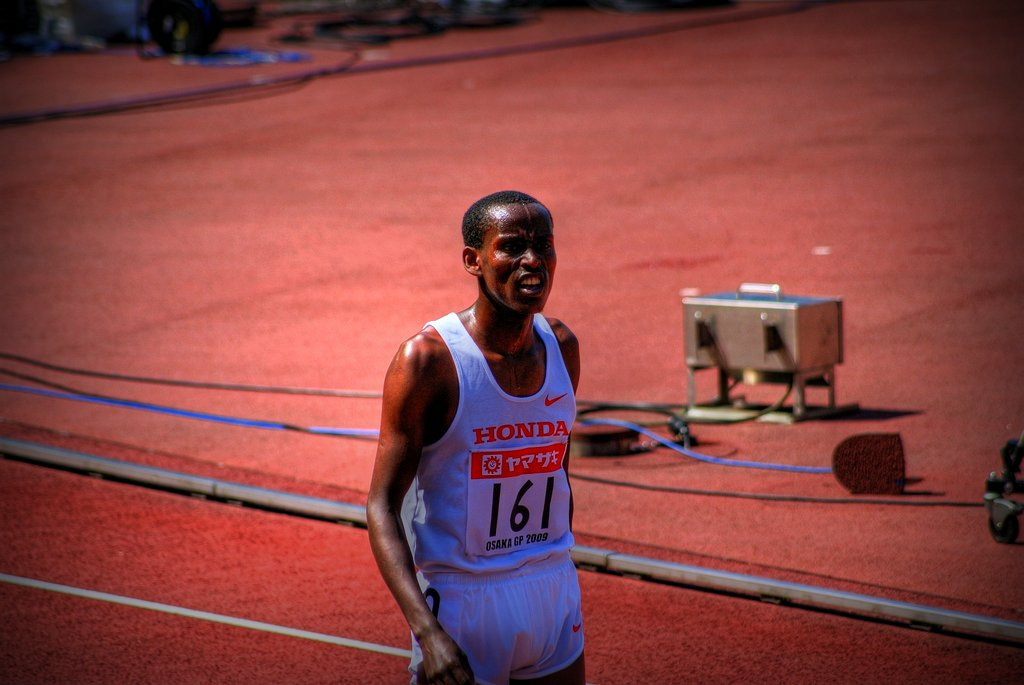
Yacob Jarso 2009

Yacob Jarso Kintra (* 5. Februar 1988 in Assasa, Arsi) ist ein äthiopischer Hindernis- und Langstreckenläufer.
Über 3000 m Hindernis wurde er Vierter bei den Olympischen Spielen 2008 in Peking und Fünfter bei den Weltmeisterschaften 2009 in Berlin.
2010 wurde er Fünfter über 10.000 m bei den Afrikameisterschaften in Nairobi und Dritter beim Delhi-Halbmarathon.
2014 gewann er den Seoul International Marathon.
Yacob Jarso startet in Japan für das Firmenteam von Honda und in Äthiopien für die Gefängnispolizei.

## Persönliche Bestzeiten
- 1500 m: 3:38,54 min, 9. Mai 2009, Osaka
- 3000 m Hindernis: 8:12,13 min, 18. August 2009, Berlin (ehemaliger äthiopischer Rekord)
- 5000 m: 13:19,20 min, 17. Mai 2009, Tendo
- 10.000 m: 27:30,08 min, 25. September 2009, Okayama
- Halbmarathon: 1:00:07 h, 21. November 2010, Neu-Delhi
- Marathon: 2:06:17 h, 16. März 2014, Seoul